# Victor Ciorbea
Victor Ciorbea, né le 26 octobre 1954 à Ponor, est un homme d'État roumain. Il occupe pendant un court instant le poste de maire de Bucarest en 1996, avant d'être nommé Premier ministre le 12 décembre 1996, fonction qu'il assure jusqu'au 30 mars 1998.